# Busy Bee of Norway
Busy Bee of Norway A/S (im Außenauftritt verkürzt Busy Bee, ursprünglich Busy Bee Air Services A/S) war eine norwegische Charterfluggesellschaft, die ihren Betrieb im Jahr 1992 eingestellt hat. Das Unternehmen firmierte von 1972 bis 1980 unter dem Namen Air Executive Norway A/S. 

## Geschichte

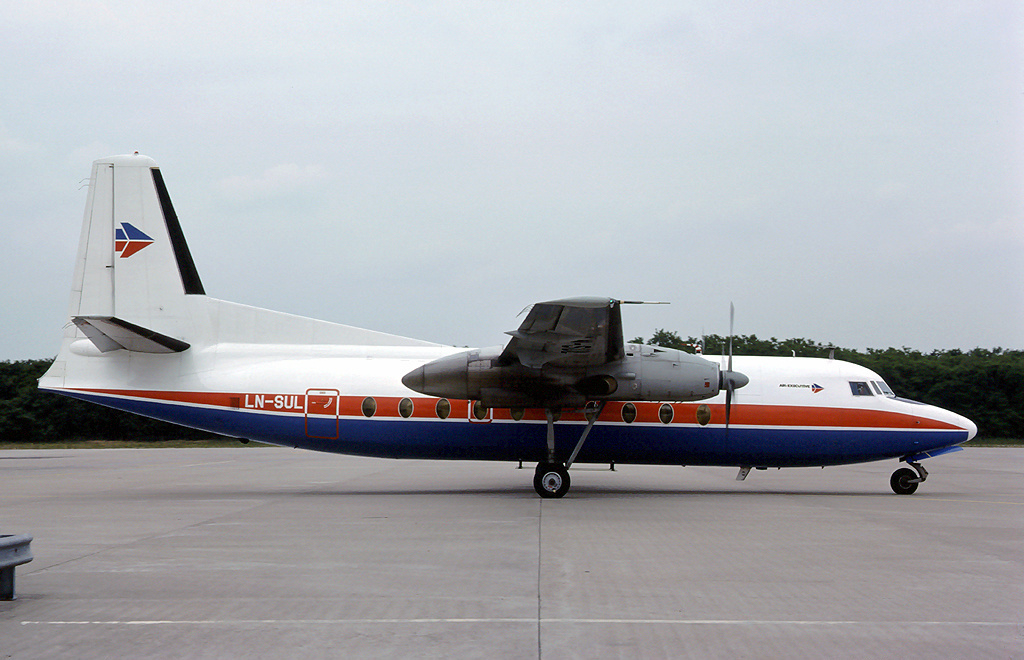
Eine Fokker F-27-100 der Air Executive Norway auf dem Flughafen Basel-Mülhausen (1978)

Die Bedarfsfluggesellschaft Busy Bee Air Services A/S wurde im Jahr 1965 als Tochterunternehmen der Ludvig G. Braathens Rederi (Braathens Shipping) in Oslo gegründet. Die Leitung übernahm Bjørn G. Braathen, dessen Vater der Eigentümer der Reederei und der Fluggesellschaft Braathens S.A.F.E. war. Die Betriebsaufnahme erfolgte am 9. Mai 1966 mit einer Piper Aztec vom Flughafen Oslo-Fornebu. Zunächst führte Busy Bee überwiegend Geschäftsflüge für Erdölunternehmen und Reedereien aus. Eine weitere Aztec sowie ein Learjet 23 wurden Anfang 1967 in Dienst gestellt. Im August 1968 ergänzte das erste von drei Geschäftsreiseflugzeugen des Typs Hawker Siddeley HS.125 die Flotte.
Im Jahr 1972 wurde das Unternehmen zur Air Executive Norway umfirmiert. Die Gesellschaft stellte die Geschäftsreiseflüge im Verlauf des Jahres 1973 ein und erwarb parallel ihr erstes Verkehrsflugzeug des Typs Short Skyvan, das für Braathens S.A.F.E. im nationalen Linienverkehr (Sub-Charter) sowie auf Gelegenheitsflügen (Ad-hoc-Charter) eingesetzt wurde. Mitte der 1970er-Jahre schloss Air Executive langfristige Kontrakte mit den norwegischen Streitkräften ab und beförderte deren Personal von Oslo zu den Militärbasen in Norwegen. Die erste Fokker F-27 übernahm die Gesellschaft im Jahr 1975 von der Braathens S.A.F.E. Anfang 1979 bestand die Flotte aus je drei Maschinen der Typen Short Skyvan und Fokker F-27. Am 12. Dezember 1979 wurde eine werksneue Boeing 737-200 ausgeliefert, an deren Kauf sich die norwegischen Streitkräfte finanziell beteiligt hatten. Das Düsenflugzeug kam ab Frühjahr 1980 werktags auf militärischen Charterflügen zu den in Nordnorwegen gelegenen Stützpunkten zum Einsatz. Aufgrund einer Sondergenehmigung konnte die Boeing 737 auch zum Absetzen von militärischen Fallschirmspringern genutzt werden.
Anfang 1980 erhielt die Air Executive Norway wieder den Namen Busy Bee. In Ergänzung zu den sonstigen Auftragsdiensten führte das Unternehmen mit der Boeing 737 ab Sommer 1980 an Wochenenden touristische Charterflüge (IT-Charter) für den Reiseveranstalter Gulliver von Oslo nach Skiathos, Thessaloniki und Kavala durch. Ab Mitte der 1980er-Jahre setzte die Gesellschaft ihre Fokker F-27 auch im Wet-Lease für die Scandinavian Airlines (SAS) ein. Die nationalen Liniendienste für Braathens S.A.F.E. und SAS trugen 60 %, die militärischen Charterflüge 20 % und der IT-Charter- sowie Ad-hoc-Charterverkehr je 10 % zum Umsatz bei. Ab Ende der 1980er-Jahre war Busy Bee auch für die norwegische Fluglinie Widerøe tätig.
Ab Anfang 1992 vergaben die norwegischen Streitkräfte keine weiteren Charterkontrakte, sondern nutzten Linienflüge zur Beförderung des militärischen Personals, so dass Busy Bee ihre Flotte nicht mehr auslasten konnte. Das Unternehmen konnte zwar einige Flugzeuge kurzzeitig an andere europäische Gesellschaften vermieten, unter anderem an die KLM Cityhopper, geriet aber im Verlauf des Jahres in zunehmende wirtschaftliche Schwierigkeiten. Die Betriebseinstellung erfolgte am 17. Dezember 1992.

## Flotte

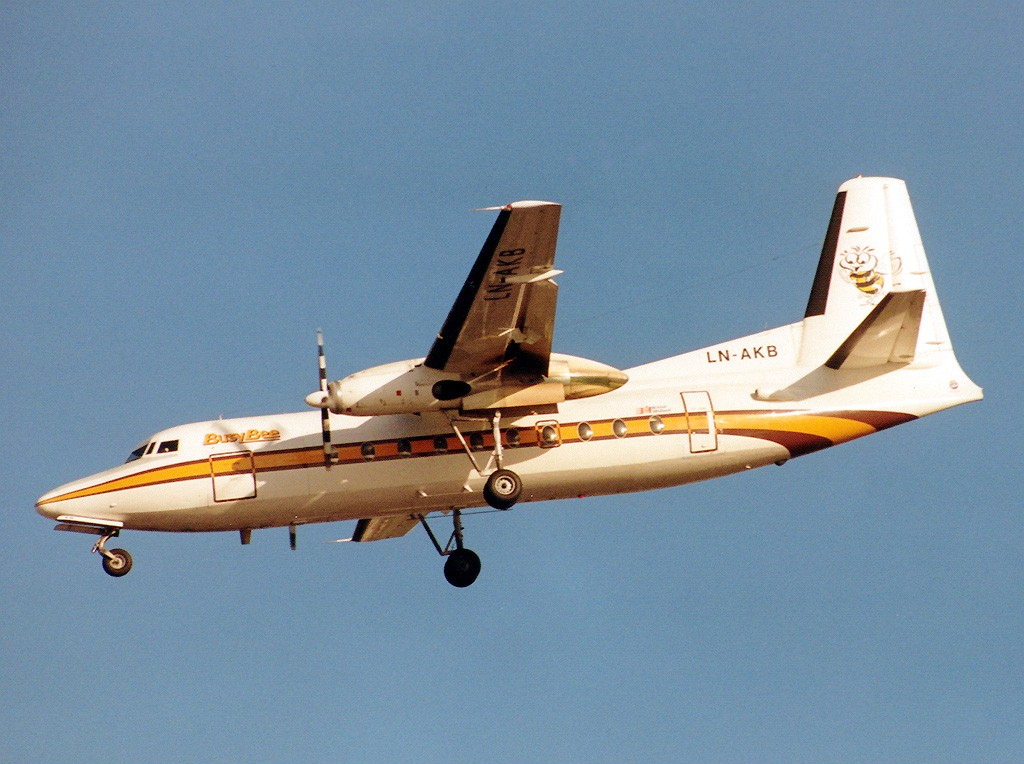
Eine Fokker F-27-200 der Busy Bee of Norway im Jahr 1989

### Flotte bei Betriebseinstellung
Zum Zeitpunkt der Betriebseinstellung bestand die Flotte des Unternehmens aus fünf Fokker 50, fünf Fokker F-27-100 und vier Fokker F-27-200.

### Zuvor eingesetzte Flugzeuge
- Boeing 737-200C
- Cessna 185
- Hawker Siddeley HS.125
- Learjet 23
- Piper Aztec
- Piper Navajo[8]
- Short Skyvan[9]